# Acrocephalus aequinoctialis
El carricero de Kiritimati (Acrocephalus aequinoctialis) es una especie de ave de la familia Acrocephalidae que habita en las islas Kiribati.

## Descripción
Es un ave de unos 15 cm de longitud y de un peso medio de 230 gramos. Es de color gris oliváceo por la parte superior con los laterales y las escápulas de color gris. Muchas plumas tienen un borde blanco, especialmente en la cola y la parte inferior de la cola. La parte inferior es de color gris claro.
No existe dimorfismo sexual en esta especie. Los jóvenes son de color gris más acentuado que los adultos.

## Distribución y hábitat
Esta especie no habita más que en la República de Kiribati, donde es la única ave terrestre. Es endémica del archipiélago de las islas de la Línea, y se encuentra especialmente en la isla Kiritimati y en la isla Teraina, al norte de las islas de la Línea. También se encontraba en la isla Tabuaeran, pero aparentemente se ha extinguido, ya que no se la observa desde 1972.

## Clasificación sistemática
Descrita en 1790 por John Latham (médico, naturalista y escritor británico), bajo el nombre Sylvia aequinoctialis, esta especie ha sido rebautizada recientemente Acrocephalus aequinoctialis.

## Subespecies
Se reconocen las siguientes subespecies según un orden filogenético de la lista del Congreso Ornitológico Internacional:
- A. aequinoctialis aequinoctialis (Latham, 1790) - Kiritimati
- A. aequinoctialis pistor Tristram, 1883 - Teraina y Tabuaeran